# Galeus nipponensis
Espèce
Répartition géographique
Statut de conservation UICN

 DD  : Données insuffisantes
Galeus nipponensis est un Scyliorhinidae du Pacifique au large du japon.